# Гран-Парадизо
Гран-Парадизо, или Гран-Паради́ (итал. Gran Paradiso, фр. Grand Paradis) — гора Грайских Альп, расположенная на границе итальянских регионов Валле-д’Аоста и Пьемонт.

## Особенности
Гран-Парадизо — седьмая по высоте гора в Грайских Альпах (самая высокая — Монблан). Это единственная гора высотой более 4000 метров, целиком расположенная на итальянской территории. Так что она по праву может считаться самой высокой вершиной Италии.
Гран-Парадизо входит в одноимённый национальный парк, старейший в Италии.
На вершине Гран-Парадизо установлена статуя Мадонны.

## Восхождения
Первое восхождение на Гран-Парадизо было совершено 4 сентября 1860 года Джоном Коуэллом по северо-западному склону горы. Сейчас - это самый популярный и наиболее простой маршрут (категории 1Б) на вершину горы. Также существует большое количество других альпинистских маршрутов разной сложности.
Восходители на Гран-Парадизо обычно стартуют из хижин Шабо (фр. Chabod) или Виктора Эммануила II (итал. Vittorio Emanuele II, фр. Victor Emmanuel II).